# Michael Jones (Cricketspieler)
Michael Alexander Jones (* 12. Oktober 1990 in Ormskirk, Vereinigtes Königreich) ist ein englischer Cricketspieler, der seit 2018 für die schottische Nationalmannschaft spielt.

## Kindheit und Ausbildung
Jones wurde in der Lancashire Academy ausgebildet und erhielt Einsätze in den zweiten Mannschaften von Durham, Derbyshire und Leicestershire.

## Aktive Karriere
Jones gab sein ODI-Debüt in der Nationalmannschaft im Januar 2018 bei einem Drei-Nationen-Turnier in den Vereinigten Arabischen Emiraten, wobei er in seinen ersten beiden Spielen gegen Irland jeweils ein Fifty (87 und 74 Runs) erzielte. Sein First-Class-Debüt für Durham folgte im folgenden Sommer. Bei einem Drei-Nationen-Turnier in den Vereinigten Arabischen Emiraten im Dezember 2019 erreichte er gegen die Vereinigten Staaten ein Fifty über 52 Runs. Nach guten Leistungen für Durham im Twenty20 Cup 2022 folgte sein Twenty20-Debüt im Juli 2022 gegen Neuseeland. Daraufhin wurde er für den ICC Men’s T20 World Cup 2022 nominiert, wobei ihm gegen Irland ein Fifty über 86 Runs gelang. Auch wurde er für den Kader für den ICC Men’s T20 World Cup 2024 nominiert, bei dem er unter anderem 46* Runs im abgebrochenen Spiel gegen England erreichte.